# Hodgsons kikkerbek
Hodgsons kikkerbek (Batrachostomus hodgsoni) is een vogel uit de familie Podargidae (kikkerbekken). De naam is een eerbetoon aan de Engelse natuuronderzoeker Brian Houghton Hodgson.

## Verspreiding en leefgebied
Deze soort komt voor van noordoostelijk India tot Zuidoost-Azië en telt twee ondersoorten:
- B. h. hodgsoni: noordoostelijk India, oostelijk Bangladesh en noordelijk en westelijk Myanmar.
- B. h. indochinae: van oostelijk Myanmar en zuidwestelijk Hunan (China) tot noordelijk Thailand, noordwestelijk Laos en centraal Vietnam.